# توماس بورتر هاولي
توماس بورتر هاولي (بالإنجليزية: Thomas Porter Hawley)‏ هو قاضي ومحامي أمريكي، ولد في 18 يوليو 1830، وتوفي في 7 أكتوبر 1907.